# 郑州公交85路
85路是郑州市内一条已停运的公共汽车线路，于2000年8月开通，并于2021年7月1日停运，停运前为连接郑州站与郑州东站两大车站的一条主干线路。

## 线路历史
- 2000年8月5日，本线开通，来往于太阳好客隆与郑州火车站[1]。
- 2002年3月26日，开通夜班车805路[2]，走向与本线基本一致。
- 2007年，开通来往于板材市场与火车站的85路快线[3]，后在2012年12月更名为985路[4]。
- 2018年1月30日，郑州公交夜班线路调整，夜班服务Y805路调整为Y5路，来往于郑州东站与火车站北港湾，服务时间为4:30-5:45以及21:05-00:00[5]。
- 2021年7月1日，85路随线路调整而停运[6]。

## 使用车辆（停运前）

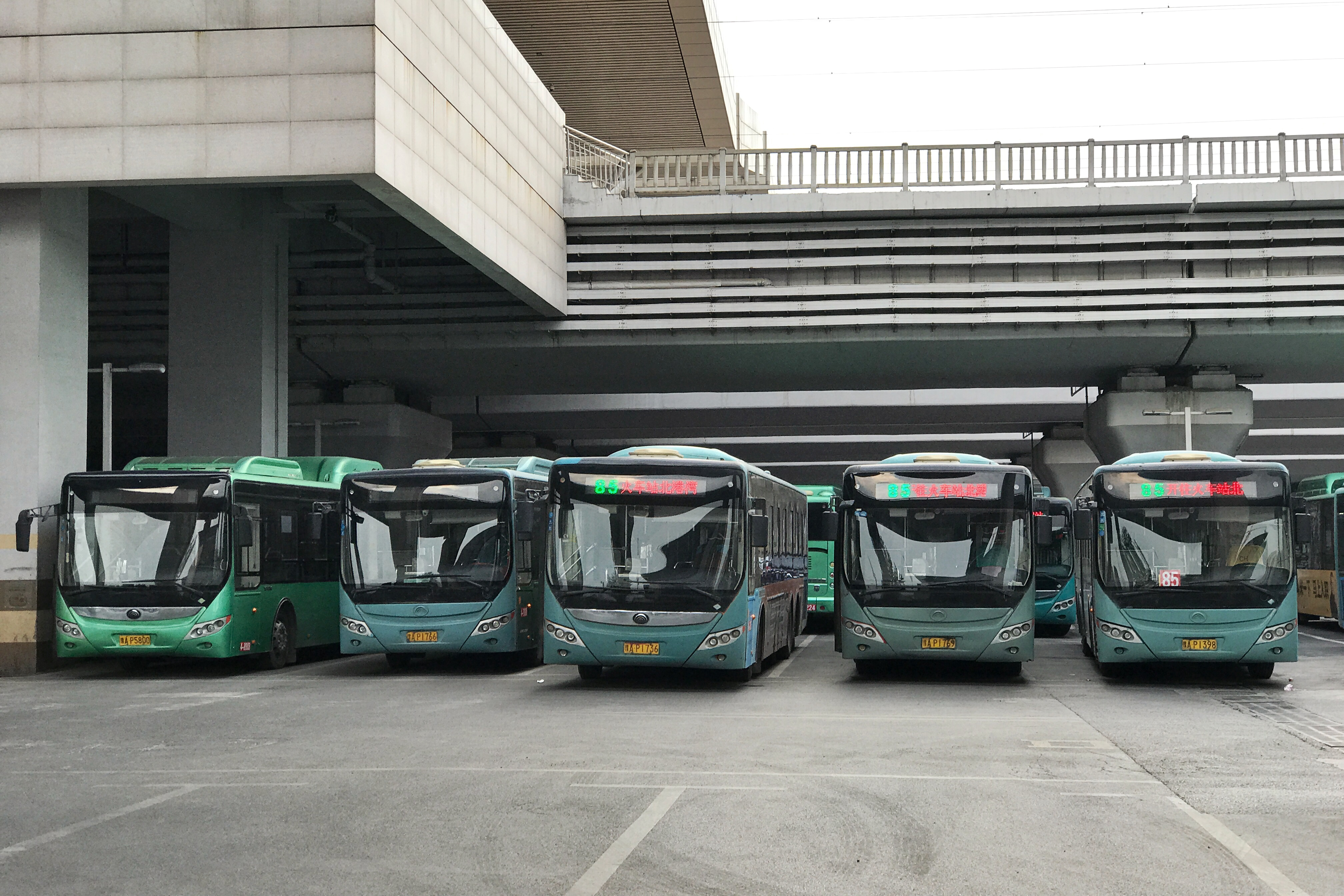
停放于郑州高铁长途汽车枢纽站公交总站85路车

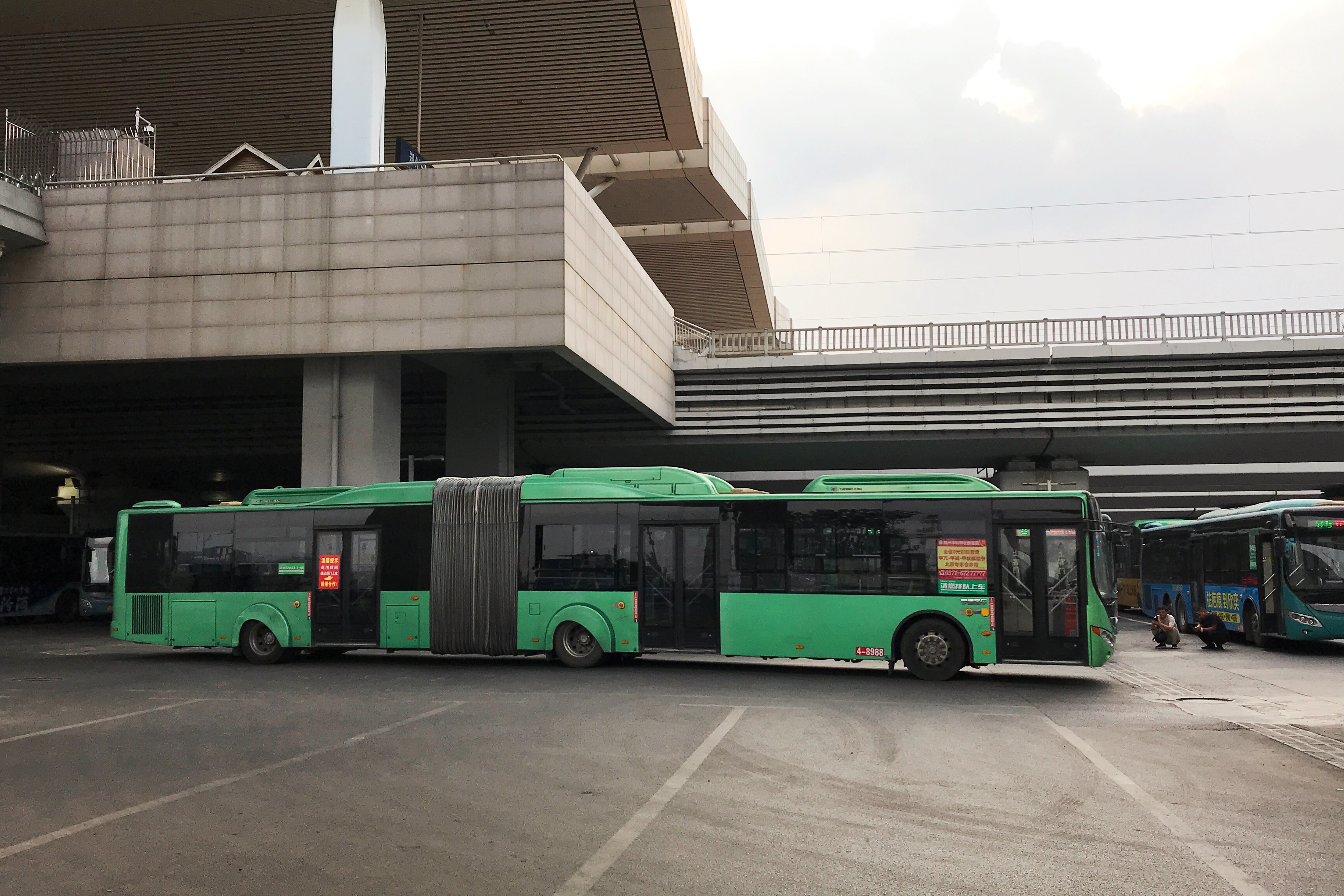
85路的宇通ZK6180CHEVNPG3型铰接客车于郑州高铁长途汽车枢纽站公交总站

本线路配车曾多为载客量较高的13.7米客车与18米铰接客车，主力车型为宇通ZK6140CHEVG1型13.7米三轴混合动力客车，亦有数辆宇通ZK6180CHEVNPG3型18米混合动力铰接客车于本线运行。2020年三轴客车退役后至停运时，配车以宇通ZK6125CHEVNPG4型混合动力客车为主。

## 路线基本资料（停运前）

### 线路走向
郑州高铁长途汽车枢纽站↔火车站北港湾
- 经过道路：七里河南路、东风南路、商都路、郑汴路、东大街、西大街、福寿街

### 服务时间
- 郑州高铁长途汽车枢纽站：06:00～21:00
- 火车站北港湾：06:00～21:00

### 收费
- 全程单价RMB¥1，无人售票，支持绿城通（普通储值卡8折，成人月票5折，学生月票2.5折，老年卡免费）、微信/支付宝乘车码及银联云闪付。

### 与郑州地铁的换乘
- █ 1号线：二七广场站、郑州东站
- █ 2号线：东大街站
- █ 5号线：郑州东站

### 停站
85路各停靠站点如下表所示（停运前）：
| 下行（郑州高铁长途汽车枢纽站开出） | 下行（郑州高铁长途汽车枢纽站开出） | 下行（郑州高铁长途汽车枢纽站开出） | 下行（郑州高铁长途汽车枢纽站开出） | 上行（火车站北港湾开出） | 上行（火车站北港湾开出） | 上行（火车站北港湾开出） | 上行（火车站北港湾开出） |
| 序号                               | 站名                               | 所在道路                           | 轨交换乘                           | 序号                     | 站名                     | 所在道路                 | 轨交换乘                 |
| 1                                  | 郑州高铁长途汽车枢纽站             | 郑州东站东北                       | 郑州东站 15 郑州东站               | 1                        | 火车站北港湾             | 兴隆街                   | 郑州站                   |
| 2                                  | 东风南路创业路                     | 东风南路                           |                                    | 2                        | 二七广场正兴街           | 正兴街                   | 1 二七广场站             |
| 3                                  | 东风南路商鼎路                     | 东风南路                           | 3                                  | 西大街南下街             | 西大街                   |                          |                          |
| 4                                  | 东风南路福禄路                     | 东风南路                           | 4                                  | 西大街顺城街             | 西大街                   |                          |                          |
| 5                                  | 商都路东风南路                     | 商都路                             | 5                                  | 西大街管城街             | 西大街                   |                          |                          |
| 6                                  | 商都路康平路                       | 商都路                             | 6                                  | 市第一人民医院           | 东大街                   | 2 东大街站               |                          |
| 7                                  | 商都路东周村                       | 商都路                             | 7                                  | 郑州文庙                 | 东大街                   |                          |                          |
| 8                                  | 商都路水磨周                       | 商都路                             | 8                                  | 郑汴路东明路             | 郑汴路                   |                          |                          |
| 9                                  | 商都路黄河南路                     | 商都路                             | 9                                  | 中博家具中心             | 郑汴路                   |                          |                          |
| 10                                 | 管城中医院                         | 商都路                             | 10                                 | 郑汴路英协路             | 郑汴路                   |                          |                          |
| 11                                 | 商都路通泰路                       | 商都路                             | 11                                 | 郑汴路中州大道           | 郑汴路                   |                          |                          |
| 12                                 | 商都路十里铺                       | 商都路                             | 12                                 | 商都路十里铺             | 商都路                   |                          |                          |
| 13                                 | 郑汴路中州大道                     | 郑汴路                             | 13                                 | 商都路通泰路             | 商都路                   |                          |                          |
| 14                                 | 郑汴路英协路                       | 郑汴路                             | 14                                 | 管城中医院               | 商都路                   |                          |                          |
| 15                                 | 中博家具中心                       | 郑汴路                             | 15                                 | 商都路黄河南路           | 商都路                   |                          |                          |
| 16                                 | 郑汴路东明路                       | 郑汴路                             | 16                                 | 商都路水磨周             | 商都路                   |                          |                          |
| 17                                 | 郑州文庙                           | 东大街                             | 17                                 | 商都路东周村             | 商都路                   |                          |                          |
| 18                                 | 市第一人民医院                     | 东大街                             | 18                                 | 东风南路商都路           | 东风南路                 |                          |                          |
| 19                                 | 东大街紫荆山路                     | 东大街                             | 2 东大街站                         | 19                       | 东风南路                 | 东风南路福禄路           |                          |
| 20                                 | 西大街管城街                       | 西大街                             |                                    | 20                       | 东风南路                 | 东风南路商鼎路           |                          |
| 21                                 | 西大街顺城街                       | 西大街                             | 21                                 | 东风南路创业路           | 东风南路                 |                          |                          |
| 22                                 | 西大街南下街                       | 西大街                             | 22                                 | 郑州高铁长途汽车枢纽站   | 郑州东站东北             | 郑州东站 15 郑州东站     |                          |
| 23                                 | 火车站北港湾                       | 兴隆街                             | 22                                 | 郑州高铁长途汽车枢纽站   | 郑州东站东北             | 郑州东站 15 郑州东站     | 郑州站                   |